# Kasteel Ginhoven
Kasteel Ginhoven is een voormalig kasteel in de Antwerpse gemeente Wuustwezel. Het oude kasteel, dat volledig omringd was door water, is thans vervangen door een villa.

## Geschiedenis
In de 13e eeuw gaf de hertog van Brabant de heerlijkheid Wuustwezel en Westdoorn in leen aan de familie Van Wilre. In 1624 kwam het domein in handen van de familie Van der Rijt, in 1745 van de familie de Vinck, de laatste heer van Wuustwezel en Westdoorn.